# Nikki Amuka-Bird
Nikki Amuka-Bird (nacida el 27 de febrero de 1976) es una actriz británica de teatro, televisión y cine nacida en Nigeria.

## Primeros años
Amuka-Bird nació en el Estado del Delta, Nigeria, donde aún vive su padre. Se fue de allí de niña con su madre y se crio en Inglaterra, Lagos y Antigua. Al asistir a un internado en Gran Bretaña, Amuka-Bird originalmente esperaba ser bailarina. Esa ambición se vio frustrada por una lesión:
Me lastimé la espalda y en ese momento estaba decidiendo qué hacer en cuanto a la universidad y pensé en intentar ir a la universidad de arte dramático porque sabía que podías bailar allí, pero no tenía que dominarlo todo. Fue solo cuando fui a la universidad de arte dramático que ese mundo [actuación] se abrió para mí y me enamoré de él y me obsesioné como todos los demás.
Asistió a la London Academy of Music and Dramatic Art (LAMDA). Comenzó su carrera teatral con la Royal Shakespeare Company (RSC).

## Carrera
Los créditos teatrales de Amuka-Bird incluyen Welcome to Thebes (National Theatre); Noche de reyes (Bristol Old Vic, por la que ganó una nominación al Premio Ian Charleson en 2004 por interpretar a Viola); World Music (Crocible Theatre, Sheffield y Donmar Warehouse); Top Girls (Oxford Stage Company); El sueño de una noche de verano, La tempestad y The Servant of Two Masters (RSC); Doubt: A Parable (Tricycle Theatre).
Sus créditos cinematográficos incluyen La profecía (remake de 2006), Cargo, Almost Heaven así como la adaptación cinematográfica de la novela de Alexander McCall Smith The No. 1 Ladies' Detective Agency. En televisión, Amuka-Bird ha aparecido en Spooks, The Line of Beauty, The Last Enemy, Robin Hood, un episodio de Torchwood y un papel recurrente en la serie apocalíptica de la BBC Survivors. En 2010 apareció como Det. Supt Gaynor Jenkins en Silent Witness de la BBC.
Apareció en Small Island, la adaptación de la BBC de la premiada novela de Andrea Levy, transmitida en diciembre de 2009. En junio de 2016 se anunció que ella y Phoebe Fox protagonizarían la producción de la novela NW de Zadie Smith. Fue transmitida por BBC Two el 14 de noviembre de 2016 y Amuka-Bird recibió una nominación al BAFTA a la Mejor Actriz.
El día de Navidad de 2017, se la escuchó como la voz de Glass Woman en el especial de Navidad de Doctor Who "Twice Upon a Time" transmitido por BBC One.
Actualmente interpreta el papel de Rav Mulclair, Jefe de Judd Mission Control, en Avenue 5 de HBO. Recientemente tuvo algunos papeles cinematográficos en 2019 para The Personal History of David Copperfield como Miss Steerforth y en 2021 para Old como Patricia, una psicóloga con epilepsia.

## Vida personal
Estuvo casada con el actor Geoffrey Streatfeild del 2003 al 2010.

## Filmografía
| Año  | Título                                    | Papel               | Notas         |
| ---- | ----------------------------------------- | ------------------- | ------------- |
| 2000 | Forgive and Forget                        | Nicky               |               |
| 2005 | Almost Heaven                             | Rosie               |               |
| 2006 | Cargo                                     | Subira              |               |
| 2006 | La profecía                               | Dr. Becker          |               |
| 2008 | The Disappeared                           | Shelley Cartwright  |               |
| 2011 | Coriolanus                                | TV Pundit           |               |
| 2014 | The Face of an Angel                      | Roxanne             |               |
| 2015 | El destino de Júpiter                     | Diomika Tsing       |               |
| 2016 | Denial                                    | Libby Holbrook      |               |
| 2017 | The Children Act                          | Amadia Kalu QC      |               |
| 2018 | A Private War                             | Rita Williams       |               |
| 2019 | La lavandería                             | Miranda             |               |
| 2019 | The Personal History of David Copperfield | Mrs. Steerforth     |               |
| 2021 | Old                                       | Patricia Carmichael |               |
| 2022 | El sastre de la mafia                     | Violet              |               |
| 2022 | Persuasion                                | Lady Russell        |               |
| 2023 | Llaman a la puerta                        | Sabrina             | [ 11 ]        |
| TBA  | Jericho Ridge                             |                     | Posproducción |

### Televisión
| Year          | Título                             | Papel                                     | Notas                          |
| ------------- | ---------------------------------- | ----------------------------------------- | ------------------------------ |
| 1999–2005     | Holby City                         | Varios                                    | 3 episodios                    |
| 1999          | The Bill                           | Doreen West                               | 1 episodio                     |
| 1999          | Grafters                           | Martha                                    | Miniserie                      |
| 2000          | Safe as Houses                     | Carole                                    | Película de televisión         |
| 2000          | Doctors                            | Nurse                                     | 1 episodio                     |
| 2003          | Canterbury Tales                   | Constance Musa                            | 1 episodio                     |
| 2003–2004     | Bad Girls                          | Paula Miles                               | 8 episodios                    |
| 2004          | Murder Prevention                  | Gemma                                     | 1 episodio                     |
| 2005          | Afterlife                          | Sandra Petch                              | 1 episodio                     |
| 2005          | Casualty                           | Moji Muzenda                              | 1 episodio                     |
| 2005          | Casualty @ Holby City              | Moji Muzenda                              | 3 episodios                    |
| 2005; 2010    | Silent Witness                     | Simone Campbell / Det Supt Gaynor Jenkins | 4 episodios                    |
| 2006          | The True Voice of Prostitution     |                                           | Película de televisión         |
| 2006          | The Line of Beauty                 | Rosemary Charles                          | 2 episodios                    |
| 2006          | Spooks                             | Michelle Lopez                            | 1 episodio                     |
| 2006          | Robin Hood                         | Abbess                                    | 1 episodio                     |
| 2006          | Born Equal                         | Itshe                                     | Película de televisión         |
| 2007          | Five Days                          | PC Simone Farnes                          | Miniserie                      |
| 2007          | The Whistleblowers                 | Helen Errol                               | 1 episodio                     |
| 2008          | Torchwood                          | Beth Halloran / Sleeper Agent             | 1 episodio                     |
| 2008          | The Last Enemy                     | Susan Ross                                | Miniserie                      |
| 2008          | The No. 1 Ladies' Detective Agency | Alice Busang                              | 1 episodio                     |
| 2008–2010     | Survivors                          | Samantha Willis MP                        | 5 episodios                    |
| 2009          | Small Island                       | Celia                                     | Miniserie                      |
| 2011–2013     | Luther                             | Det. Sgt / Det. Chief Inspector Erin Gray | 8 episodios                    |
| 2012          | Sinbad                             | The Professor                             | 1 episodio                     |
| 2014          | House of Fools                     | Fiona                                     | 1 episodio                     |
| 2014          | Crimen en el paraíso               | Anna Jackson                              | 1 episodio                     |
| 2014          | Lovesick                           | Anna                                      | 1 episodio                     |
| 2015          | Inside No. 9                       | Joanne                                    | Episodio: "Cold Comfort"       |
| 2016          | NW                                 | Natalie                                   | Película de televisión         |
| 2017          | Doctor Who                         | The Testimony (voz) / Helen Clay          | 1 episodio "Twice Upon a Time” |
| 2018          | Hard Sun                           | Grace Morrigan                            | Protagonista, 6 episodio       |
| 2019          | Gold Digger                        | Marsha                                    | Miniserie                      |
| 2020–2022     | Avenue 5                           | Rav Mulcair                               | Protagonista                   |
| 2023-presente | Citadel                            | Grace                                     | 3 episodio                     |